# Église Notre-Dame de Saint-Martin-le-Gaillard
Pour les articles homonymes, voir Église Notre-Dame.
L'église Notre-Dame est une église catholique située à Saint-Martin-le-Gaillard, en France.

## Localisation
L'église est située à Saint-Martin-le-Gaillard, commune du département français de la Seine-Maritime.

## Historique
L'église Notre-Dame est reconstruite au XIIIe siècle. Les titulaires de la cure sont nommés tour à tour par le comte d'Eu et l'archevêque à la suite d'un accord de 1283.
L'édifice est victime d'un incendie au XVe siècle et à nouveau dédicacée en 1482. La reconstruction se poursuit au XVIe siècle.
La tour de l'église est reconstruite au début du dernier quart du XVIIIe siècle.
L'édifice est inscrit au titre des monuments historiques par arrêté du 17 novembre 1921.
Des travaux sont nécessaires à la fin des années 2010 et est engagée une restauration du chœur et du cloche à partir de début mai 2019, pour un montant de 300 000 €.

## Description
L'édifice primitif est construit en pierre, silex et brique.
L'église conserve des fonts baptismaux du XVIe siècle.